# کاربونیانو
کاربونیانو (به ایتالیایی: Carbognano) یک منطقهٔ مسکونی در ایتالیا است که در استان ویتربو واقع شده‌است.

## خصوصیات
کاربونیانو ۱۷٫۲ کیلومترمربع مساحت و ۱٬۹۹۲ نفر جمعیت دارد و ۳۹۴ متر بالاتر از سطح دریا واقع شده‌است.